# Daniel Gonzaga
Daniel Porto Carreiro Gonzaga do Nascimento, ou simplesmente Daniel Gonzaga (Rio de Janeiro, 27 de fevereiro de 1975) é um cantor, compositor e instrumentista brasileiro, filho de Gonzaguinha e neto de Luiz Gonzaga. No ano de 2018, o cantor foi homenageado com o Troféu Gonzagão, pela sua contribuição com a cultura regional.